# Bellator 47
 Bellator XLVII  foi um evento de artes marciais mistas organizado pelo Bellator Fighting Championships, ocorrido em 23 de julho de 2011 no Casino Rama em Rama, Ontario. O card contou com lutas da semi-final do Torneio da Temporada de Verão 2011 do Bellator. O evento foi transmitido ao vivo na MTV2.

## Background
Esse evento era esperado para sediar a primeira defesa de cinturão de Joe Warren contra o vencedor do torneio da quarta temporada Patricio Freire. Freire, porém, teve que se retirar da luta no começo de Julho devido à mão quebrada.
Esse foi o primeiro evento do Bellator no Canadá. O Bellator 4 aconteceria no Canada, mas foi movido porque a promoção foi incapaz de chegar á um acordo com a Comissão de Boxe de Quebec.
Ben Saunders era esperado para lutar nesse evento, porém teve que se retirar da luta com uma lesão desconhecida sofrida nos treinos.
Os pesos galos Bo Harris e Bryan Goldsby se enfrentariam, mas a luta não se concretizou porque nos dias que antecederam o evento, Harris não conseguiu concluir seus requisitos médicos a tempo.
O evento acumulou aproximadamente 277,000 telespectadores na MTV2.